# Kiss József (pilóta)
Kiss József (Pozsony, 1896. január 26. – Campolongo-hágó, 1918. május 24.) a Császári és Királyi Légierő legeredményesebb magyar pilótája volt az első világháborúban, összesen 19 igazolt légi győzelmet aratott. 

## Élete

### Ifjúkora
Apja, id. Kiss József a pozsonyi hadapródiskola kertésze, anyja Czeharlik Magdolna volt. Kisst időnként ittebei Kiss Józsefként említik és az aradi vértanú ittebei Kiss Ernő tábornok rokonának (unokájának vagy dédunokájának) tartják, de sem a rokoni kapcsolatot, sem az ittebei előnevet semmilyen hivatalos irat nem támasztja alá. Először Boksay Antal 1938-as könyvében merült fel a kapcsolat, de forrásmegjelölést az sem tartalmaz.
1910–14 között a pozsonyi Állami Fémipari Szakiskolában tanult gép-, épület- és műlakatosnak. Amikor 1914 nyarán kitört az első világháború, tanulmányait félbehagyva önként jelentkezett a hadseregbe.

### Katonai szolgálata
Az érettségi bizonyítvány hiánya (és társadalmi helyzete) miatt nem lehetett tisztjelölt. A pozsonyi 72-es gyalogosezredbe osztották be, alapkiképzését követően októberben került az orosz frontra. 1915. január 20-án a Kárpátokban, a Nida folyónál vívott csatában megsebesült. Felépülését követően a Légjárócsapatokhoz jelentkezett és 1915 szeptemberében a pándorfalvi 7. repülőpótszázadnál elkezdte a pilótatanfolyamot. 1916. április 4-én áthelyezték a bécsújhelyi 6. pótszázadhoz és négy nappal később ott vette kézhez pilótaigazolványát. Május 1-jén előléptették tizedessé, majd az olasz fronton harcoló, Pergine repterén állomásozó 24. repülőszázadhoz irányították. Három héttel később megkapta táboripilóta-jelvényét.
Első légi győzelmét 1916. június 20-án érte el, Hansa-Brandenburg C.I felderítőgépében, Georg Kenzian megfigyelőtiszttel közösen a Monte Cimone fölött lelőttek egy Farman felderítőt. Augusztus 24-én egy hosszú, túlerővel szemben vívott légicsata eredményeképpen egy olasz hárommotoros Caproni típusú bombázót kényszerített földre osztrák-magyar területen; a pilóta belehalt sérüléseibe, a személyzet többi tagját elfogták. Eközben Kiss repülőgépét is 70 találat érte. Szeptember 17-én újabb Caproni bombázót kényszerített leszállásra és az olasz vonalak mögött földet ért repülőt az osztrák tüzérség semmisítette meg. Szeptember 30-án Kisst előléptették őrmesterré. Miután százada a felderítők kísérésére Hansa-Brandenburg D.I-es vadászokat kapott, Kiss vadászpilótaként szolgált, bár hosszú ideig csak két igazolatlan légi győzelmet ért el 1916. október 2-án.
1917. június 10-én Asiago térségében lelőtt egy Nieuport vadászgépet, négy nappal később pedig Roana mellett egy SAML S.2 felderítőt kényszerített földre. A gép és legénysége fogságba került. Ezzel Kiss megszerezte ötödik győzelmét, bekerült az ászpilóták közé és repülőgépére felfesthette saját jelét, a nagy K betűt. Július 1-jén törzsőrmesterré léptették elő.
1917. október 1-jén áthelyezték a szintén Perginében állomásozó 55. vadászrepülő-századhoz. A kiváló alakulatot nem hivatalosan Kaiser Staffelnek, császári századnak nevezték, és Maier József, Julius Arigi, valamint Kiss József híres vadászpilóta-hármast alkotott. Kiss 1917 novembere és 1918 januárja között tizenkét légi győzelmet aratott, ebből nyolcat Maierrel és Arigivel egy kötelékben repülve. November 27-én tiszthelyettesi kinevezést kapott. Utolsó sikerét 1918. január 26-án érte el egy SAML S.2 felderítő lelövésével. A következő napon, január 27-én Kiss egyedül indult a perginei repülőtér fölött megjelent magányos olasz gép üldözésére. Röviddel később három repülőből álló kötelék támadt rá és a légiharc során Kiss géppuskái elakadtak. Tíz percig próbált menekülni, míg végül haslövést kapott, de egy szurdokba lebukva sikerült leráznia üldözőit, visszavergődött Perginébe, majd leszállás után eszméletét vesztette. Ellenfele a skót ászpilóta, Mathew Frew volt (összesen 23 légi győzelem). Kisst megműtötték, belei egy részét eltávolították, majd viszonylag rövid idő múlva visszakerült a szolgálatba.

### Halála

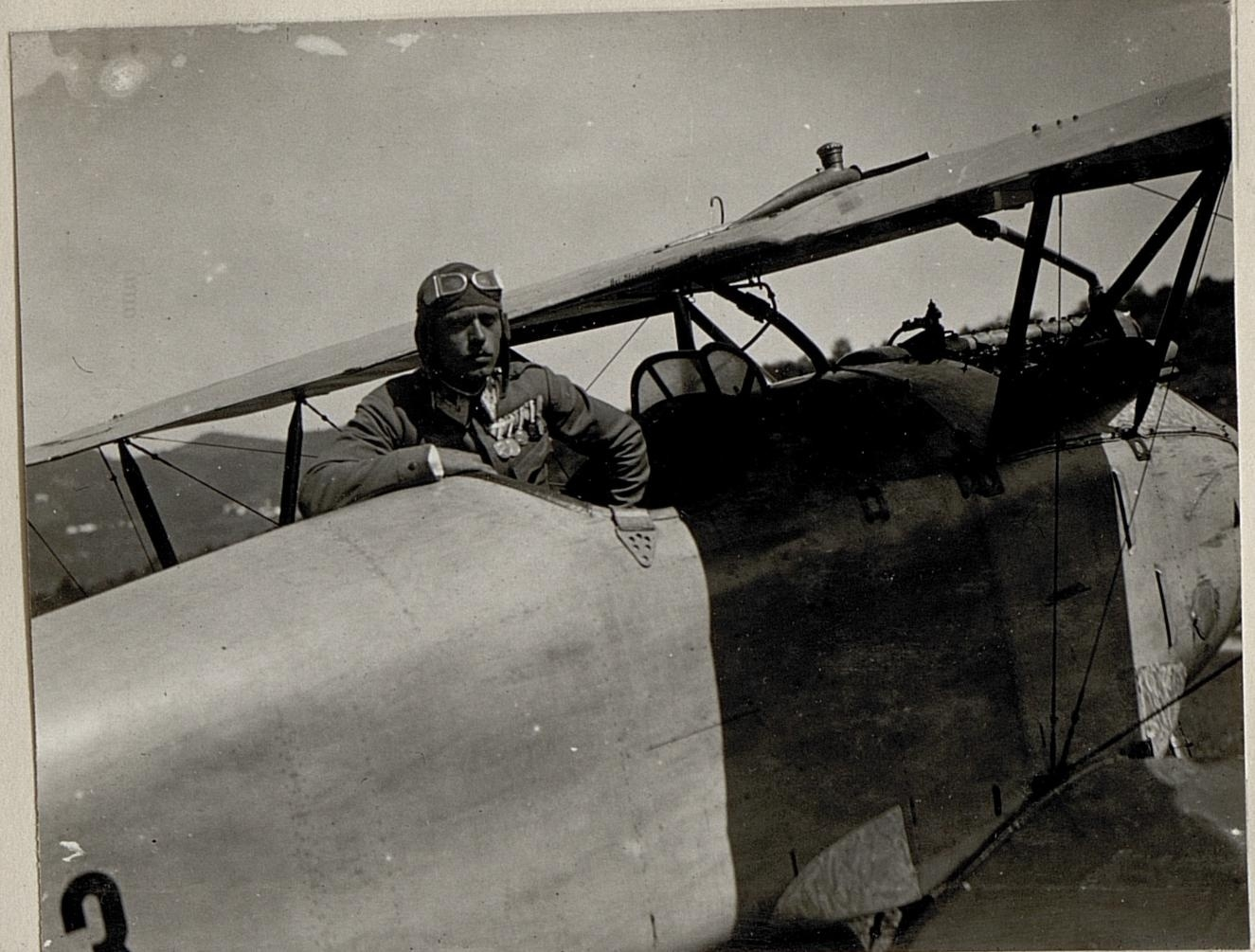
Kiss József egy Albatros D.III típusú repülőgépben

1918. május 24-én Kasza Sándorral és Stefak Kirjakkal együtt indult bevetésre, és egy hosszas légicsatában a kanadai Gerald Birks (12 légi győzelem) kilőtte Kiss Phönix D.IIa repülőgépét, amely lezuhant, és egy hegyoldalnak csapódott.
Kiss Józsefnek régi álma volt, hogy tiszt lehessen, de mivel alacsony sorból származott, erre kevés esélye volt. IV. Károly május 20-án, a pilóta halála előtt négy nappal mégis aláírta a tartalékos hadnagyi kinevezését, (az egyetlen eset volt a császári légierőben, hogy tiszthelyettes hadnaggyá léphessen elő), de Kiss erről már nem szerzett tudomást. Temetésére 1918. május 27-én került sor a perginei katonai temetőben. Közvetlenül a szertartás előtt nagy ellenséges kötelék jelent meg a repülőtér fölött, de bombázás helyett csak egy csomagot dobtak le, amelyben egy koszorú volt, szalagjain angol, francia és olasz nyelvű felirattal: „Utolsó üdvözletünk a bátor ellenfélnek”.
Kiss József barátja, Vadász Ernő a következőképpen emlékezett meg róla a Belgrádi Hírek című újság 1918. május 30-ai számában: „Ő volt a magyar Richthofen, s ha hasonló viszonyok és körülmények között repült volna, mint Richthofen, talán még annál is nagyobb lett volna. A magyar aviatika legnagyszerűbb hőse kétségtelenül ő volt. A repülés történetében külön fejezetet fognak nyitni számára, melynek aranylapján dicsőségesen fog ragyogni a bátor hős egyszerű neve: Kiss József.”

## Kitüntetései
- Arany Vitézségi Érem (háromszor)
- Ezüst Vitézségi Érem I. osztály (négyszer)
- Ezüst Vitézségi Érem II. osztály (ötször)
- Bronz Vitézségi Érem (háromszor)
- Károly Csapatkereszt

## Légi győzelmei
Kiss József a hivatalos statisztikák szerint 19 légipárbajt nyert meg ellenfeleivel szemben.
| Sorszám | Dátum                       | Beosztási hely      | Repülőgép típusa              | Ellenfél       | Csata helye          |
| 1       | 1916. június 20., 12:00 óra | 24. felderítőszázad | Hansa-Brandenburg C.I (61.23) | Farman         | Monte Cimone         |
| 2       | 1916. augusztus 25.         | 24. felderítőszázad | Hansa-Brandenburg C.I (26.29) | Caproni        | Fort Lusern          |
| 3       | 1916. szeptember 17.        | 24. felderítőszázad | Hansa-Brandenburg C.I         | Caproni        | Chizzola             |
| 4       | 1917. június 10.            | 24. felderítőszázad | Hansa-Brandenburg D.I (28.37) | Nieuport       | Asiago               |
| 5       | 1917. június 14.            | 24. felderítőszázad | Hansa-Brandenburg D.I (28.37) | SAML 2         | Roana                |
| 6       | 1917. július 13.            | 24. felderítőszázad | Hansa-Brandenburg D.I (28.37) | Savoia-Pomilio | Levico               |
| 7       | 1917. szeptember 11.        | 24. felderítőszázad | Hansa-Brandenburg D.I         | SAML 2         | Asiago               |
| 8       | 1917. november 15.          | 55. vadászszázad    | Albatros D.III (153.17)       | Caproni        | Asiago mellett       |
| 9       | 1917. november 15.          | 55. vadászszázad    | Albatros D.III (153.17)       | Caproni        | Asiago mellett       |
| 10      | 1917. november 15.          | 55. vadászszázad    | Albatros D.III (153.47)       | SAML 2         | Asiagótól délkeletre |
| 11      | 1917. november 18.          | 55. vadászszázad    | Albatros D.III (153.47)       | Savoia-Pomilio | Monte Cengio         |
| 12      | 1917. november 18.          | 55. vadászszázad    | Albatros D.III (153.47)       | EA             | Arsierótól északra   |
| 13      | 1917. november 27.          | 55. vadászszázad    | Albatros D.III (153.87)       | SAML 2         | Asiagótól északra    |
| 14      | 1917. november 27.          | 55. vadászszázad    | Albatros D.III (153.87)       | SAML 2         | Roana                |
| 15      | 1917. december 7.           | 55. vadászszázad    | Albatros D.III                | Pomilio PE     | Asiagótól keletre    |
| 16      | 1917. december 7.           | 55. vadászszázad    | Albatros D.III                | SAML 2         | Monte Sprung         |
| 17      | 1917. december 16.          | 55. vadászszázad    | Albatros D.III                | SAML 2         | Feltre mellett       |
| 18      | 1918. január 12.            | 55. vadászszázad    | Albatros D.III                | R.E.8          | Casa Rigoni          |
| 19      | 1918. január 26.            | 55. vadászszázad    | Albatros D.III (153.47)       | SAML 2         | Monte Magna          |